# Plesiophrictus satarensis
Plesiophrictus satarensis é uma espécie de aranha pertencente à família Theraphosidae (tarântulas).